# Ferrovia Tirano-Lecco
La ferrovia Tirano-Lecco è una linea ferroviaria gestita da RFI che utilizza tratte ferroviarie costruite in tempi diversi:
- la linea Lecco-Colico-Sondrio attivata dal 1885 al 1894;[1]
- la linea Sondrio-Tirano attivata nel 1902.